# بايرز ناودي
كريستيان فريدريك بايرس ناودي (بالإنجليزية: Christiaan Frederick Beyers Naudé) (10 مايو 1915 - 7 سبتمبر 2004) قس كالفيني أفريكاني وعالم لاهوت وناشط أفريكاني بارز مناهض للفصل العنصري. كان يُعرف ببساطة باسم بايرز ناودي أو بالعامية أوم باي (بالأفريكانية: «العم باي»).

## أنشطة مكافحة الفصل العنصري
أنهت مذبحة شاربفيل في عام 1960 (التي قتلت خلالها شرطة جنوب إفريقيا 69 متظاهرًا من السّود احتجاجًا على القيود المفروضة على حرية تنقلهم) دعمه لتعاليم كنيسته السياسية. بدأ ناودي يشكك في التبرير الكتابي للفصل العنصري من قِبَل الكنيسة الهولندية الإصلاحية: «لقد قمت بدراسة مكثفة للكتاب المقدس لإثبات أن هذه المبررات غير صحيحة. خلصت إلى أن المقاطع التي كانت تستخدمها جمهورية الكونغو الديمقراطية البيضاء لتبرير الفصل العنصري لا أساس لها من الصحة. في بعض الحالات، كان هناك تشويه متعمد لإثبات ما لا يمكن إثباته!» في العقود الثلاثة التي تلت استقالته من الطائفة، أدى دعم ناودي الصريح للمصالحة العِرقية والمساواة في الحقوق إلى اضطرابات في الكنيسة الهولندية الإصلاحية.

### كوتسيلو والمعهد المسيحي في جنوب أفريقيا
ردًا على واقعة شاربفيل، أرسل مجلس الكنائس العالمي (دبليو سي سي) وفدًا إلى جوهانسبرج للقاء رجال الدين. ساعد ناودي، الذي كان حينها مدير منطقة كنيسته (سينودس ترانسفال الجنوبي)، في تنظيم مشاورة (مشاورة كوتيسلو) بين مجلس الكنائس العالمي وثمانين مندوبًا للكنيسة في جنوب إفريقيا في كوتيسلو، إحدى ضواحي جوهانسبرج. رفضت قرارات مشاورة كوتيسلو العِرق كأساس للاستبعاد من الكنائس، وأكدت حق جميع الناس في امتلاك الأرض وأن يكون لهم رأي في كيفية حكمهم. واصل ناودي وحده من بين مندوبي كنيسته بثبات رفض أي أساس لاهوتي للفصل العنصري بعد أن أجبر رئيس الوزراء فيرويد وفد جمهورية الكونغو الديمقراطية على التنصل من الاستشارة. غادرت الكنيسة الهولندية الإصلاحية لاحقًا مجلس الكنائس العالمي.
في عام 1963، أسس ناودي المعهد المسيحي للجنوب الأفريقي (سي آي)، وهو منظمة مسكونية بهدف تعزيز المصالحة من خلال الحوار بين الأعراق والبحوث والمنشورات. أجبرت جمهورية الكونغو الديمقراطية ناودي على الاختيار بين وضعه كوزير ومدير للمخابرات المركزية. ثم استقال من منصبه في الكنيسة، وترك رعيته في نورثكليف، جوهانسبرج، واستقال من بروديربوند عام 1963. ونتيجة لذلك، فقد مكانته كخادم في الكنيسة الهولندية الإصلاحية. أوضحت خطبته الأخيرة إلى جماعته أنه «يجب أن نظهر ولاء الله أعظم من ولاء الإنسان». توقع برزانة الضغط الهائل من قِبَل المؤسسة السياسية والكنسية الأفريكانية التي كانت ستأتي، وقال لزوجته: «يجب أن نستعد لعشر سنوات في البرية». قال رئيس الأساقفة السابق ديزموند توتو في وقت لاحق: «أصبح بايرز منبوذًا في المجتمع الأفريكاني».
خلال نفس العام، تم إلقاء اللوم على ناودي لتسريب وثائق سرية وغير مصرح بها حول برويديربوند للصحافة. اعترف البروفيسور ألبرت إس. جيسر، الباحث في العهد الجديد بجامعة ويتواترسراند، لاحقًا بأنه سرّب الوثائق. أعطى ناودي الوثائق إلى جيسر لتقييم مدى تأثير برويديربوند على الكنيسة. ثم قدم جيسر المعلومات إلى صحفي في صحيفة ذا صنداي تايمز. كشف كتاب «ذا سوبر-أفريكانرز. إنسايد ذا أفريكانر برويديربوند» لإيفور ويلكينز وهانز ستريدوم، والذي نُشر عام 1978، عن قائمة أسماء الأعضاء المحتملين في برويديربوند. تم إلقاء اللوم على مصدر هذه الوثائق، التي تم أخذها دون إذن، أي على ناودي. في عام 1967، فاز ناودي وجيسر بقضية تشهير ضد الأستاذ المحافظ بريتوريا أدريان بونت، الذي وصفهما بالشيوعيين.
في عام 1970، كان ناودي من بين عدد قليل من القادة المسيحيين البيض في جنوب إفريقيا «الذين دعوا علنًا إلى فهم قرار مجلس الكنائس العالمي» لتقديم الدعم المالي لحركات التحرير في جنوب إفريقيا. قال ناودي «إذا سارت الدماء في شوارع جنوب إفريقيا فلن يكون ذلك لأن مجلس الكنائس العالمي فعل شيئًا ولكن لأن كنائس جنوب إفريقيا لم تفعل شيئًا إطلاقًا». ردًا على ذلك، شكلت الدولة لجنة شليبوش في عام 1972 للتحقيق في المنظمات المسيحية المناهضة للفصل العنصري. عندما رفض ناودي الإدلاء بشهادته، حوكم وزُج في السجن. بعد قضاء ليلة في السجن، دفع وزير في جمهورية الكونغو الديمقراطية غرامته.
خلال رحلة عام 1972 إلى ألمانيا وبريطانيا، بشّر ناودي في دير وستمنستر، «أول عالم لاهوت أفريكاني يتم تكريمه». في عام 1973، سحبت الولاية جواز سفره، لكنها أعادته مؤقتًا في عام 1974 حتى يتمكن من السفر إلى جامعة نوتردام في ساوث بيند، إنديانا بالولايات المتحدة الأمريكية، لتلقي جائزة راينهولد نيبور للعدالة والسلام.
نظرًا لأن (سي آي) تضم بشكل متزايد المتطرفين الأفارقة السود مثل ستيف بيكو، كان على ناودي أن يتحمل وطأة المضايقات من قِبَل شرطة أمن الولاية. أجبرت الدولة (سي آي) في النهاية على الإغلاق في عام 1977.